# Giulia Boiardo

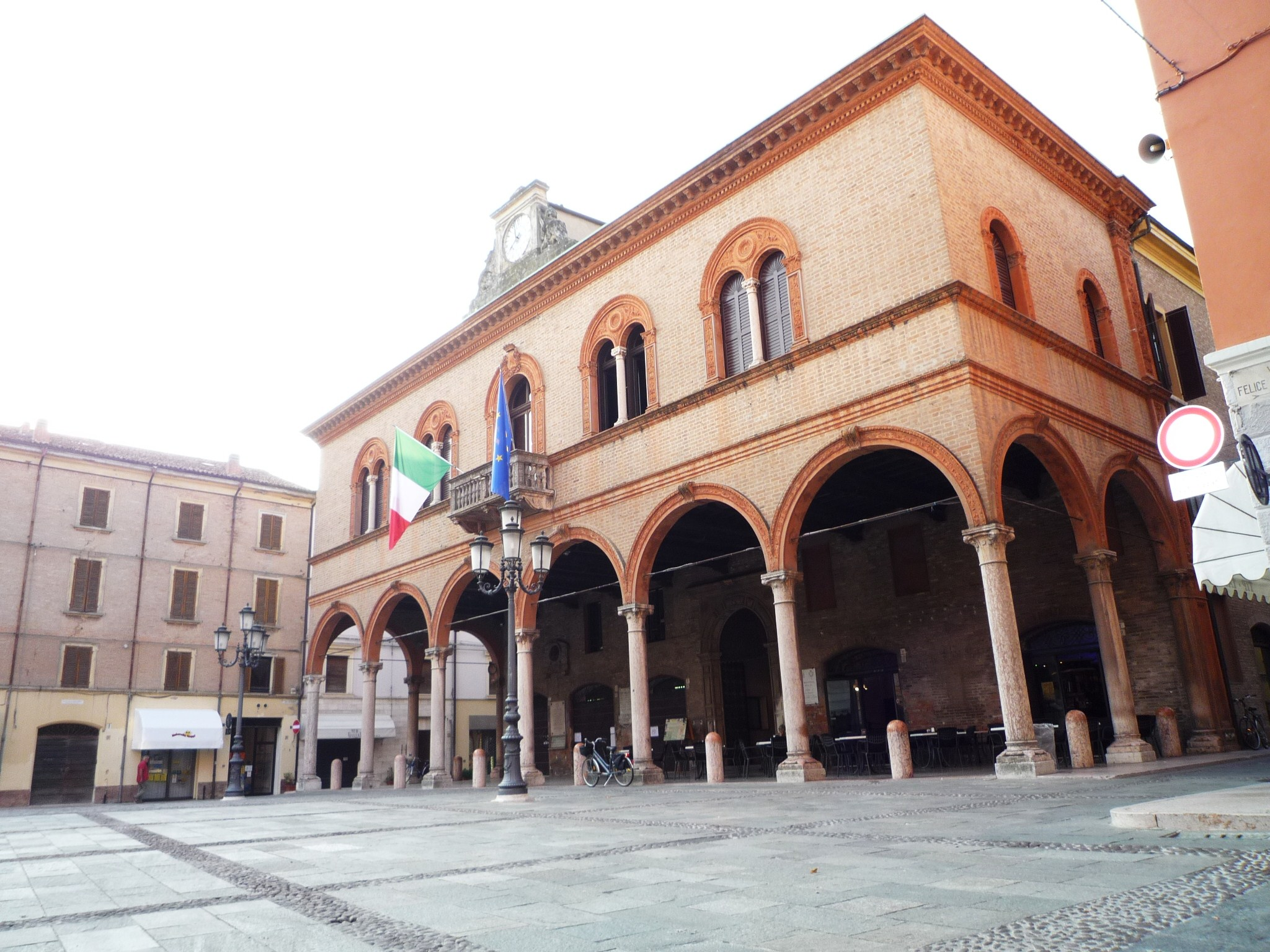
Mirandola, Loggia dei Pico, fatta erigere nel 1468 da Giulia Boiardo

Giulia Boiardo (Scandiano, ... – Bologna, 13 agosto 1478) è stata una nobile italiana, madre di Giovanni Pico della Mirandola.

## Biografia
Giulia era figlia di Feltrino Boiardo, conte di Scandiano e di Guiduccia (?-1457) di Gherardo da Correggio.
Sposò Gianfrancesco I Pico signore di Mirandola.
L'anno successivo alla morte del marito, la contessa Giulia Boiardo fece costruire la loggia settentrionale del palazzo comunale di Mirandola, che all'epoca era chiamato Palazzo della Mercanzia o Palazzo della Ragione; infatti, sulla fiancata orientale dell'edificio in via Curtatone vi è la seguente iscrizione:
Per realizzare questa loggia venne istituita una tassa di otto quattrini per ogni biolca di terreno posseduta; tuttavia, dal momento che i lavori costarono meno di quanto previsto, i soldi avanzati vennero restituiti.
Il 10 aprile 1470 venne imprigionata insieme al figlio Antonio Maria, accusati di lesa maestà dall'altro figlio Galeotto per aver tentato di "salvaguardare i diritti di tutti i figli".

## Discendenza
Giulia Boiardo e Gianfrancesco ebbero sei figli:
- Galeotto I Pico (* 1442 – † 1499), successore del padre insieme ai fratelli Antonio Maria e Giovanni. Sposò Bianca d'Este ed ebbe discendenza;
- Antonio Maria Pico (* 1444 – † 1501), successore del padre insieme ai fratelli Galeotto I e Giovanni. Sposò Costanza Bentivoglio ed ebbe discendenza;
- Caterina Pico (* 1454 – † 1501), nel 1473 si sposò in prime nozze con Lionello I Pio di Savoia, co-signore di Carpi; poi nel 1484 in seconde nozze con Rodolfo Gonzaga, signore di Castel Goffredo, Castiglione e Solferino. Ebbe discendenza solo dal matrimonio con Lionello I;
- Giulia Pico (* 1455 – † 1493), monaca clarissa presso il monastero di Santa Chiara di Mirandola;
- Lucrezia Pico (* 1458 – † 1511), a Mirandola, nel 1475, si sposò in prime nozze con Pino III Ordelaffi, signore di Forlì; poi, a Piombino, nel 1483 in seconde nozze con Gherardo Appiani, conte di Corsica, conte di Montagnana, signore di Populonia e Campiglia;
- Giovanni Pico della Mirandola (* 1463 – † 1494), celebre filosofo e umanista e certamente il più illustre membro dei Pico.